# 黃偉翔
黃偉翔（1989年12月18日—），技職議題工作者、創辦非營利組織 Skills for U（國際技能發展協會）兼任執行長，致力提升技職人才培育的品質，同時也經營子品牌 OPEN 技職（前身為 技職3.0），提升技職議題的聲量。在公益組織外積極參與公共事務，包含行政院青年諮詢委員會委員、教育部技職教育諮詢會委員、各地方政府技職教育諮詢會委員...等諸多政府諮詢委員、產業工會白皮書委員，更曾任廣播電台主持人。
就讀台大期間受新聞所課程熏陶，走上技職議題倡議推廣之路。曾獲選《天下雜誌》新世代領袖、第1屆慈濟青年公益實踐計畫得主、第13、15屆KEEP WALKING夢想資助計畫得主，更成為WorldSkills BeChangeMaker世界12大技能新創家，東亞唯一入選，是台灣首次有人在國際技能組織該賽事出線。2020年當選第58屆中華民國十大傑出青年（社會服務類）。
2014年起投入技職議題，促成許多技職相關政策變革，包括技職國手兵役配套、技優生配套、技職考招變革等；參與技術及職業教育政策綱領制定、數位時代媒體素養教育白皮書撰述等。